# Historia gier komputerowych (pierwsza generacja)
Pierwsza generacja konsoli gier wideo – okres w historii gier komputerowych pomiędzy 1972 a 1979.

## Historia

### Interaktywna telewizja
Mechanik telewizyjny Ralph Baer wpadł na pomysł interaktywnej telewizji podczas budowania telewizora ze szkicu dla Loral w 1951 na Bronksie w Nowym Jorku. Zbadał swój pomysł dogłębnie w 1966, gdy był głównym mechanikiem i menadżerem oddziału projektu akcesoriów w Sanders Associates. Baer stworzył prostą dwuosobową grę wideo, która mogła być wyświetlana na ekranie telewizora i nazwał ją Chase, bo dwie kropki wzajemnie ścigały się po ekranie. Po zademonstrowaniu swojego wynalazku Herbertowi Campmanowi, Baer dostał fundusze, a projekt stał się "oficjalny". W 1967 Bill Harrison został zatrudniony i powstał pierwszy pistolet świetlny z zabawkowego pistoletu z celownikiem.
Bill Rusch doszedł do projektu w celu przyspieszenia procesu tworzenia i niedługo po tym stworzono kolejną grę, imitującą tenis stołowy. Z kolejnymi funduszami powstawały kolejne gry, a Baer miał pomysł, aby sprzedać produkt firmom dostarczającym telewizję kablową, które mogłyby transmitować statyczne obrazki jako tło do gry. Demonstracja prototypu odbyła się w lutym 1968 u wicedyrektora Teleprompter Huberta Schlafly'a, który podpisał umowę z firmą Sanders. Przemysł telewizji kablowej w późnych latach 60. i na początku lat 70. przeżywał kryzys. Rozwijanie prototypu trwało, czego końcowym osiągnięciem był "Brown Box", mający dwa kontrolery, pistolet świetlny oraz szesnaście przycisków na konsoli do wyboru gry. Baer chodził po różnych telewizjach amerykańskich i w końcu podpisał umowę z firmą Magnavox w 1969. Głównymi przeróbkami Magnavox w Brown Box było użycie wkładanych krążków do zmiany gier oraz usunięcie kolorowej grafiki na rzecz kolorowych nakładek w celu ograniczenia kosztów produkcji. Konsola została wydana w maju 1972 jako Magnavox Odyssey i nadal nie posiadała: procesora, dźwięku, ani możliwości automatycznego zliczania punktów oraz przegranych.

### Pierwsze domowe gry wideo
Odyssey był zbudowany głównie z układów analogowych, bazującej na pomysłach z lat 50. Konsola nie stała się sukcesem, głównie z powodu ograniczonego marketingu i pomimo tego, że inne firmy z podobnymi produktami (łącznie z Atari) musiały płacić Magnavox za sprzedaż własnych produktów. Pomimo nawet takich problemów była to najbardziej zyskowna linia firmy Sanders i pomimo tego, że większość zatrudnionych w firmie nie znało się na projektowaniu gier.
Większość wczesnych gier używających układów cyfrowych była uruchamiana na uniwersyteckich mainframe'ach w USA i tworzona była przez pojedyncze osoby, które tworzyły je w wolnym czasie.
W 1961 grupa studentów Massachusetts Institute of Technology zaprogramowała grę Spacewar! działającą na DEC PDP-1.
W 1970 Nolan Bushnell zobaczył Spacewar! pierwszy raz na Uniwersytecie Utah. Zauważył, że dzięki grze może zdobyć sukces na polu gier domowych. Stworzył domową wersję Spacewar!, w którą grało się na czarno-białym telewizorze. Bushnell nazwał grę Computer Space. Gra nie odniosła sukcesu, więc Bushnell rozpoczął poszukiwania nowych pomysłów. W 1971 był na demonstracji konsoli Magnavox Odyssey, zatrudnił Ala Alcoma, w celu wyprodukowania automatu do gry z grą bazującą na ping-pongu z konsoli Odyssey. Automat z grą Pong został wydany.
Domowe gry wideo zyskały dużą popularność z wydaniem domowej wersji gry Pong w czasie Bożego Narodzenia 1975. Jego sukces spowodował stworzenie setek klonów.
Pierwszą konsolą zawierającą procesor była konsola drugiej generacji, Fairchild Channel F, wydana w sierpniu 1976, bazująca na Fairchild F8. Firma Bushnella, Atari, wydała Atari VCS bazujące na MOS Technology 6502 w 1977.

### Pierwsza generacja gier w Polsce
Po sukcesie Ponga, na świecie powstało wiele klonów, tworzono je również w Polsce. Pierwszym był Tele-Set GTV-881, produkowany przez przedsiębiorstwo Unimor od 1977. W przeciwieństwie do innych urządzeń tego typu, system korzystał z wymiennych kartridży, które zmieniały zasady gry. Po wypuszczeniu na rynek niewielkiej serii informacyjnej, dalszą produkcję wstrzymano. W 1978 roku, zakłady Mera-Elzab stworzyły urządzenie GEM-1, lecz prototypowe egzemplarze zostały zniszczone. W 1979 roku Ośrodek Elektronizacji Gospodarki Narodowej planował produkcje kolejnego systemu typu Pong ale sprzęt nigdy nie został wydany. Jedyną konsolą, która dostała się do masowej dystrybucji był Ameprod TVG-10, wyprodukowany w liczbie 100 tysięcy egzemplarzy w latach 1978-1981 przez Elwro a w 1981-1984 przez Ameprod. Urządzenie posiadało wbudowanych sześć wariantów gry z czego dwa obsługiwały specjalny pistolet świetlny. Ponadto na polskim rynku istniała możliwość zakupu klonów sprowadzanych ze Związku Radzieckiego oraz zbudowanie samemu urządzenia przy użyciu odpowiednich części. 

## Przykładowe konsole pierwszej generacji
| Nazwa                 | Magnavox Odyssey                            | Atari Sears Telegames Pong | Coleco Telstar             | Tele-Spiel ES-2201 | Color TV-Game | TVG-10                                |
| --------------------- | ------------------------------------------- | -------------------------- | -------------------------- | ------------------ | ------------- | ------------------------------------- |
| Zdjęcie konsoli       |                                             |                            |                            |                    |               |                                       |
| Producent             | Magnavox                                    | Atari                      | Coleco                     | Philips            | Nintendo      | Elwro (1978-1981) Amperod (1981-1984) |
| Data wydania          | USA: maj 1972–1974 JPN: 1972 EUR: 1974–1976 | USA: 1975                  | USA: 1976–1979             | EUR: 1975–1976     | JPN: 1977     | PL: 1978–1984                         |
| Nośniki               | Cartridge                                   | brak                       | Cartridge (Telstar Arcade) | Cartridge          | brak          | brak                                  |
| Akcesoria w sprzedaży | Pistolet świetlny                           | brak                       | Różne kontrolery           | brak               | brak          | Pistolet świetlny                     |